# Березовський (Алейський район)
Бере́зовський (рос. Берёзовский) — селище у складі Алейського району Алтайського краю, Росія. Входить до складу Дружбинської сільської ради.

## Населення
Населення — 3 особи (2010; 52 у 2002).
Національний склад (станом на 2002 рік):
- росіяни — 98 %